# Rikets affärer
Rikets affärer var ett program från Sveriges Radio TV2s samhällsredaktion som sändes 1974-1980. Rikets affärer startades av Roland Hjelte, Lars Hjelm och Annika Hagström. Programmet tog upp aktuella ämnen som bl.a. droger, pornografi, reklampåverkan, bostadsbrist och skumma affärer inom finansmarknaden. Pjäsen och filmen Chez Nous hämtade inspiration från Rikets affärer.

## Avsnitt i urval
• En känsla av medinflytande. (1974-03-28 / 40 min).Premiäravsnitt. 

• Kom och bo hos oss. (1974-04-04 / 40 min). 

• Konsten att tjäna 100.000 Kr på en dag. (1974-04-11 / 40 min).

• Pang-pang, porr, reklam - eller vad? (1974-06-06 / 35 min).

• Hur mycket TV tål vi? (1974-06-13 / 35 min).

• Gyllene tider för bankirer. (1975-04-04 / 27 min).

• Säg Algots - det räcker. (1975-05-12 / 40 min).

• Vem behöver Sexorama? (1976-02-29 / 45 min).

• Huggsexa om miljarder. (1976-03-01 / 40 min).

• Ljusskygga affärer på internationell nivå. (1976-04-26 / 50 min).

• Den nya ekonomiska moralen. (1976-06-03 / 34 min).

• Kan rättvisa köpas för pengar? (1976-12-06 / 45 min).

• Vårt hem på jorden. (1980-12-10 / 20 min). Narkotikamissbruket i Rågsved, del 1.

• Finns det en räddning? (1980-12-11 / 58 min). Narkotikamissbruket i Rågsved, del 2.